# Der Zürich-Krimi: Borchert und der Sündenfall
Borchert und der Sündenfall ist ein Fernsehfilm aus der Kriminalfilmreihe Der Zürich-Krimi aus dem Jahr 2019. Er wurde im Auftrag von ARD Degeto für Das Erste produziert. Die 6. Folge der Filmreihe wurde am 7. März 2019 erstgesendet.

## Handlung
Jean Berger, der Besitzer des Zürcher Stripclubs Orchidee, wird von einer Polizeirazzia in angeblicher Notwehr erschossen. Die bei der Razzia beteiligte Polizistin Emmi Arnold beichtet dem Hauptmann Marco Furrer, dass der Einsatz fingiert war. Beim Treffen in der Cafeteria des Polizeireviers erhält Furrer allerdings nicht viele Informationen von der verängstigten und offensichtlich übermüdeten Kollegin. Daher verabreden er und Arnold, sich später am Tag noch einmal zu treffen. Als die Polizistin gegangen ist, erkundigt Furrer sich bei einem Kollegen von der Sitte über den gestrigen Vorfall und erfährt, wer den Einsatz geleitet hat. In der Kanzlei von Dominique Kuster bereitet Borchert sich gerade auf einen Kurzurlaub in Genf vor, in dem er plant, ein klassisches Konzert zu besuchen. Später am Tag sucht Furrer verabredungsgemäß die Wohnung der Polizistin auf und findet die Wohnungstür offen. Beim Blick vom Balkon bemerkt er den toten Körper der Kollegin vor dem Haus liegen. Im Gespräch mit seinem Vorgesetzten Wenger wird Furrer wegen seines Vorgehens gerügt. Dieser weist den Hauptmann darauf hin, dass er sich des Mordes verdächtig gemacht hätte. Auf Furrers Andeutung hinsichtlich der Umstände des Einsatzes am Vorabend reagiert sein Vorgesetzter ungehalten. Furrer wird suspendiert und muss seine Waffe abgeben. Er kontaktiert Kuster, mit der er die Nacht verbracht hatte, teilt ihr seinen Verdacht mit und unterrichtet sie von seiner Suspendierung. Als Kuster bemerkt, dass er noch seine Waffe bei sich hat, weist die Anwältin Furrer darauf hin, die Vorschriften einzuhalten. Als der Hauptmann versucht, in der Waffenkammer seine Pistole abzugeben, erhält er einen Anruf von seinem Kollegen Urs Aeggi. Dieser informiert Furrer, dass die Ergebnisse der Spurensicherung ihn belasten. Um der Festnahme zu entgehen, flieht Furrer und lässt sich von Kuster in einem Gäste-Apartment ihres Vaters Reto Zanger verstecken. Der Hauptmann bittet die Anwältin, Borchert nicht über die Zusammenhänge zu informieren. Der Chef der Sitte und Furrers Vorgesetzter Wenger bekommen währenddessen von Oberst Rudolf Ammann die Anweisung, Furrer unter allen Umständen aufzufinden. Dieser informiert sich inzwischen bei seinem loyalen Kollegen Aeggi über den Stand der Ermittlung und bittet diesen, entsprechende Daten zu sammeln und Kuster zur Verfügung zu stellen. Borchert ist inzwischen durch Kusters seltsames Verhalten auf Furrers Problem aufmerksam geworden und beginnt damit, auf eigene Faust zu ermitteln. Er sucht das Striplokal auf, erkundigt sich nach den Vorfällen der vorigen Nacht und untersucht den Tatort. In dem Hinterhof, in dem der Chef der Orchidee erschossen wurde, trifft er auf einige Obdachlose, die ihm die Reihenfolge der abgegebenen Schüsse beschreiben. Währenddessen wird Kuster von Furrers Kollegen ein Speicherstick übergeben, auf dem der Hauptmann den Einsatzbericht findet.
Borchert sucht Furrer und Kuster in Zangers Apartment auf und berichtet von seinen Erkenntnissen. Seiner Ansicht nach hat es sich nicht um Notwehr gehandelt, weil die Dienstwaffe vor der Beretta des Clubbesitzers abgefeuert wurde. Gemeinsam mit Kuster sucht er Wenger auf, der sich gerade mit dem Leiter der Sitte bespricht. Borchert berichtet von seinen Ermittlungsergebnissen, die nach seinen Worten „eher auf eine Hinrichtung“ hindeuten. Kuster fordert Wenger auf, eine Anklage zu erwirken, und verlässt mit Borchert das Präsidium. Auf der Rückfahrt bemerkt sie, dass jemand ihren Wagen verfolgt – es gelingt ihr, den Verfolger abzuhängen. Furrer, der sich immer noch in Zangers Apartment aufhält, erhält unterdessen eine alarmierende Email von Aeggi. Da er in der Wohnung nichts zu essen findet, verlässt er dürftig getarnt das Apartment und wird prompt von einer Polizeistreife angesprochen. Furrer wird auf der Flucht anschossen, kann aber entkommen. Er rettet sich wieder in Zangers Apartment, wo er mit Kuster zusammentrifft. Währenddessen wirkt Wenger auf Aeggi ein, und versucht, Informationen über Furrer zu enthalten. In Zangers Apartment besprechen sich Borchert, Furrer und Kuster, während der Anwalt den Hauptmann notdürftig versorgt. Furrer entscheidet sich, den Vater der toten Polizistin aufzusuchen, zu dem er früher ein gutes Verhältnis hatte. Der Pensionär lebt in einem Sanatorium in Zug. Furrer berichtet ihm vom Tod seiner Tochter und äußert auch den Verdacht, dass ein Kollege der Mörder ist. Aufgebracht bricht der Vater das Gespräch ab. In Kusters Kanzlei geht Regula Gabrielli in Kusters Auftrag die Dienstpläne der toten Polizistin durch, während Borchert einen Anruf von Wenger bekommt. Der Major informiert den Anwalt darüber, dass der Vater sich selbst mit seiner Dienstwaffe getötet hat und bittet ihn und Kuster ins Präsidium. Dort erfahren sie, dass angeblich die tote Polizistin den Clubbesitzer erschossen hat. Wenger behauptet, sei habe den Toten seit längerer Zeit erpresst. Er und der Chef der Sitte legen Beweise und Zeugenaussagen vor und wirken dahingehend auf Kuster und Borchert ein, Furrer dazu zu bewegen, sich zu stellen. Dieser kann wiederum seinen Kollegen knapp entkommen, die mittlerweile das Apartment entdeckt und die dort aufbewahrten Hinweise gesichtet haben. Er bespricht sich telefonisch mit Kuster und Borchert, die kurz darauf in der Kanzlei eintreffen. Dort hat Gabrielli inzwischen die Dienstpläne der toten Polizistin gesichtet. Dabei hat die Sekretärin festgestellt, dass diese sich oft freiwillig zu nächtlichen Einsätzen im Zusammenhang mit Razzien oder Kontrollbesuchen der Sitte gemeldet hatte. Kuster und Borchert schließen daraus, dass sie einem größeren Skandal auf der Spur war. Furrer, der sich inzwischen in Borcherts Wohnwagen versteckt, kontaktiert den Chef der Sitte und konfrontiert ihn mit seinen Erkenntnissen. Als ein Wagen vorfährt, bricht der Hauptmann nervös das Gespräch ab. Doch es ist nur Kuster, die ihn darüber informiert, dass sein Kollege sich gegen ihn gestellt hat. Borchert hat inzwischen Zanger darum gebeten, die Bilanzen diverser Clubs anzuschauen. Beide beraten sich in Zangers Büro und erschließen aus den Bilanzen, dass die Zürcher Polizei die innerstädtischen Nachtclubs im großen Stil abschöpft. Furrer sucht einen Kollegen, den er bereits seit der Polizeischule kennt, zu Hause auf. Er versucht ihn erfolglos dazu zu überreden, ihm zu helfen.
Da die Frau seines Kollegen, die das kurze Gespräch beobachtet hatte, das Präsidium kontaktiert, wird Furrer vor dem Haus festgenommen. Kuster, die im Auto wartet, informiert Borchert und alle drei treffen in der Wache aufeinander. Furrer ist fest davon überzeugt, dass der Chef der Sitte nicht in die Affäre involviert ist. Bei einer Diskussion über das weitere Vorgehen, kommen die drei auf die Idee, mit den Betreibern der involvierten Clubs zu sprechen. Borchert beschließt, sich im Rotlichtmilieu umzuhören und lässt sich von seinem Vertrauten Beat Bürki zum Zürcher Straßenstrich fahren. Von seiner Bekannten Estelle erfährt er dort, dass alle schweizstämmigen Prostituierten vor zwei Jahren – dem vermuteten Zeitpunkt der Übernahme durch die korrupten Polizisten – entlassen worden sind. Nur eine gewisse Minou, die für den ermordeten Rotlichtboss Jean Berger arbeitete, sei zunächst weiterhin beschäftigt gewesen. Währenddessen hat Furrer in der Zelle eine Unterredung mit Wenger, den er aufgrund der Informationen, die er von Borchert und Kuster erhalten hat, verdächtigt, in die Affäre verwickelt zu sein. Sein Vorgesetzter versichert Furrer, dass er auf seiner Seite steht. Wenger beteuert, dass er dabei sei zu versuchen, Beweise zu sammeln, um die Anklage gegen die korrupten Kollegen auf eine sichere Basis zu stellen. Borchert und Bürki folgen zur selben Zeit der auf dem Straßenstrich aufgenommenen Spur zum noblen Club Bel Air. Dort spricht Borchert mit Minou und erfährt, dass ihr klar ist, dass ihr ehemaliger Zuhälter Berger ermordet wurde. Zudem berichtet sie, dass im Bel Air sehr schmutzige Geschäfte laufen und die Beamten der Sitte in dem Club das Sagen haben. Für den Austausch weiterer Informationen verabredet sich die Prostituierte mit dem Anwalt auf ihrem Zimmer und geht. Borchert wird von einem misstrauisch gewordenen Kellner zunächst daran gehindert, ihr zu folgen und muss ein Ablenkungsmanöver inszenieren. Im Zimmer angekommen findet er Minou sterbend vor – anscheinend hat sie eine Überdosis Drogen zu sich genommen. Borchert verlässt das Zimmer und lässt sich einen weiteren Raum öffnen, um dort den Club durch das Fenster zu verlassen. Als er sich im vierten Stockwerk des Bel Air an der Außenfassade entlang hangelt, kommt Borchert an einem Zimmer vorbei, in dem sich gerade Ammann und der Chef der Sitte besprechen. Borchert macht mit dem Handy eine Aufnahme der Unterhaltung, wird aber von den korrupten Beamten erwischt. Er kann sein Handy gerade noch Bürki zuwerfen, der unten auf der Straße auf ihn wartet und wird ins Zimmer gezerrt. Nach einem kurzen Austausch verlässt der Anwalt das Zimmer durch die Tür. Auf der Wache konfrontieren Borchert, Furrer und Wenger den Chef der Sitte und Ammann mit ihren Informationen. Diese tun die Ermittlungsergebnisse und auch das belastende Handyvideo als ungenügend ab. Als Kuster mit dem Kollegen hinzukommt, den Furrer vor seiner Verhaftung ins Vertrauen gezogen hatte, wendet sich das Blatt. Kuster konnte den Beamten offenbar zu einer Aussage überreden und hat auch bereits Ammanns Vorgesetzten unterrichtet. Auf dessen telefonische Anweisung hin lässt Wenger Ammann und den Chef der Sitte verhaften. Borchert erhält den Schlüssel zu Furrers Handschellen, gibt diesen aber an Kuster weiter. Draußen zerreißt er in melancholischer Stimmung das Ticket für das Konzert, das er ursprünglich in Genf hatte besuchen wollen.

## Hintergrund
Der Film wurde vom 10. Mai 2018 bis zum 26. Juni 2018 an Schauplätzen in Zürich sowie in der tschechischen Hauptstadt Prag gedreht.

## Rezeption

### Kritik
Die Kritiker der Fernsehzeitschrift TV Spielfilm äußerten sich kritisch zum Filminhalt, vor allem in Sachen Glaubwürdigkeit: „Hilfe! Bis der ‚Anwalt ohne Lizenz‘ den Fall löst, wird gelogen und getäuscht, was das Zeug hält. Dafür braucht man Geduld und Fantasie.“. Sie bewerteten den Film mit dem Daumen zur Seite.

### Einschaltquoten
Bei der Erstausstrahlung von Borchert und der Sündefall am 7. März 2019 verfolgten 5,38 Millionen Zuschauer die Filmhandlung, was einem Marktanteil von 17,1 Prozent entsprach. Bei den 14–49-Jährigen verfolgten 0,76 Millionen Zuschauer die Filmhandlung, mit einem Marktanteil von 7,8 Prozent.